# Галахов, Олег Борисович
Олег Борисович Галахов (10 августа 1945, Горловка, УССР, СССР — 15 сентября 2023, Москва, Россия) — советский и российский композитор. Заслуженный деятель искусств РСФСР (1986). Председатель Союза московских композиторов, вице-президент Авторского совета Российского авторского общества, руководитель ежегодного международного фестиваля современной музыки «Московская осень». Окончил Московскую консерваторию как композитор (композиции учился у Р. Щедрина, анализу музыкальных форм у Ю. Холопова, чтению партитур у А. Шнитке).
Среди сочинений — оратории и кантаты «Исторические песни», «Двадцать шесть», «Песня о нашей земле», «Голос, обращение к А. Ахматовой»; Концерт для оркестра, симфония «Новый сад»; вокальные циклы «Из японской поэзии», «Гулянье», два струнных квартета, соната для виолончели и органа, «Маленький триптих» для фортепиано и «Северный триптих» для арфы; музыка к кино- и телефильмам, а также музыка для детей — опера-сказка «Самая красивая», Пять картин для детского хора «Золотой клубочек». Последнее сочинение было удостоено первой премии на конкурсе «Международные хоровые встречи» в г. Тур (Франция).

## Биография
Родился 10 августа 1945 года в Горловке.
Умер 15 сентября 2023 года в возрасте 78 лет в Москве. Похоронен на Троекуровском кладбище.

## Награды и звания
- Заслуженный деятель искусств РСФСР (6 января 1986 года) — за заслуги в области советского музыкального искусства[2].
- Почётная грамота Президента Российской Федерации (8 июня 2016 года) — за заслуги в развитии отечественной культуры и искусства, многолетнюю плодотворную деятельность[3].